# Tenille Arts
Tenille Jade Dakota Arts (Weyburn, 19 aprile 1994) è una cantautrice canadese.

## Biografia
Nata e cresciuta a Weyburn, Tenille Arts si è appassionata alla scrittura delle canzoni durante l'adolescenza e nel 2009 ha catturato l'attenzione di un manager di Nashville grazie ad una sua cover di Fifteen di Taylor Swift postata su YouTube. Nel 2015 ha firmato con la Noble Vision Music. Due anni più tardi è stato pubblicato il suo primo album Rebel Child. Nel 2018 ha ottenuto maggiore notorietà dopo un'apparizione televisiva nel reality show The Bachelor.
Pubblicato nel 2019, il brano Somebody like That ha raggiunto le top ten delle classifiche radiofoniche statunitensi e canadesi, piazzandosi in 66ª posizione nella Billboard Hot 100. Il singolo, certificato platino dalla RIAA, è stato estratto dal disco Love, Heartbreak, & Everything in Between, uscito a gennaio 2020. Nel medesimo anno ha vinto il suo primo CCMA Award.
La cantante è inoltre vincitrice di otto riconoscimenti da parte della Saskatchewan Country Music Association. Agli ACM Award si è contesa la categoria di artista rivelazione femminile del 2022, titolo che ha tuttavia perso nei confronti di Lainey Wilson.

## Discografia

### Album in studio
- 2017 – Rebel Child
- 2020 – Love, Heartbreak, & Everything in Between
- 2021 – Girl to Girl

### EP
- 2016 – Tenille Arts

### Singoli
- 2015 – Breathe
- 2017 – What He's Into
- 2017 – Cold Feet
- 2018 – Moment of Weakness
- 2018 – I Hate This
- 2018 – Mad Crazy Love
- 2019 – Call You Names
- 2019 – Somebody like That
- 2020 – Everybody Knows Everybody
- 2021 – Give It to Me Straight
- 2021 – Back Then, Right Now
- 2021 – Over You Is You (con Matt Stell)
- 2021 – A Winter Wonderland
- 2022 - Girl to Girl
- 2023 - Jealous of Myself